# Peter Goessler

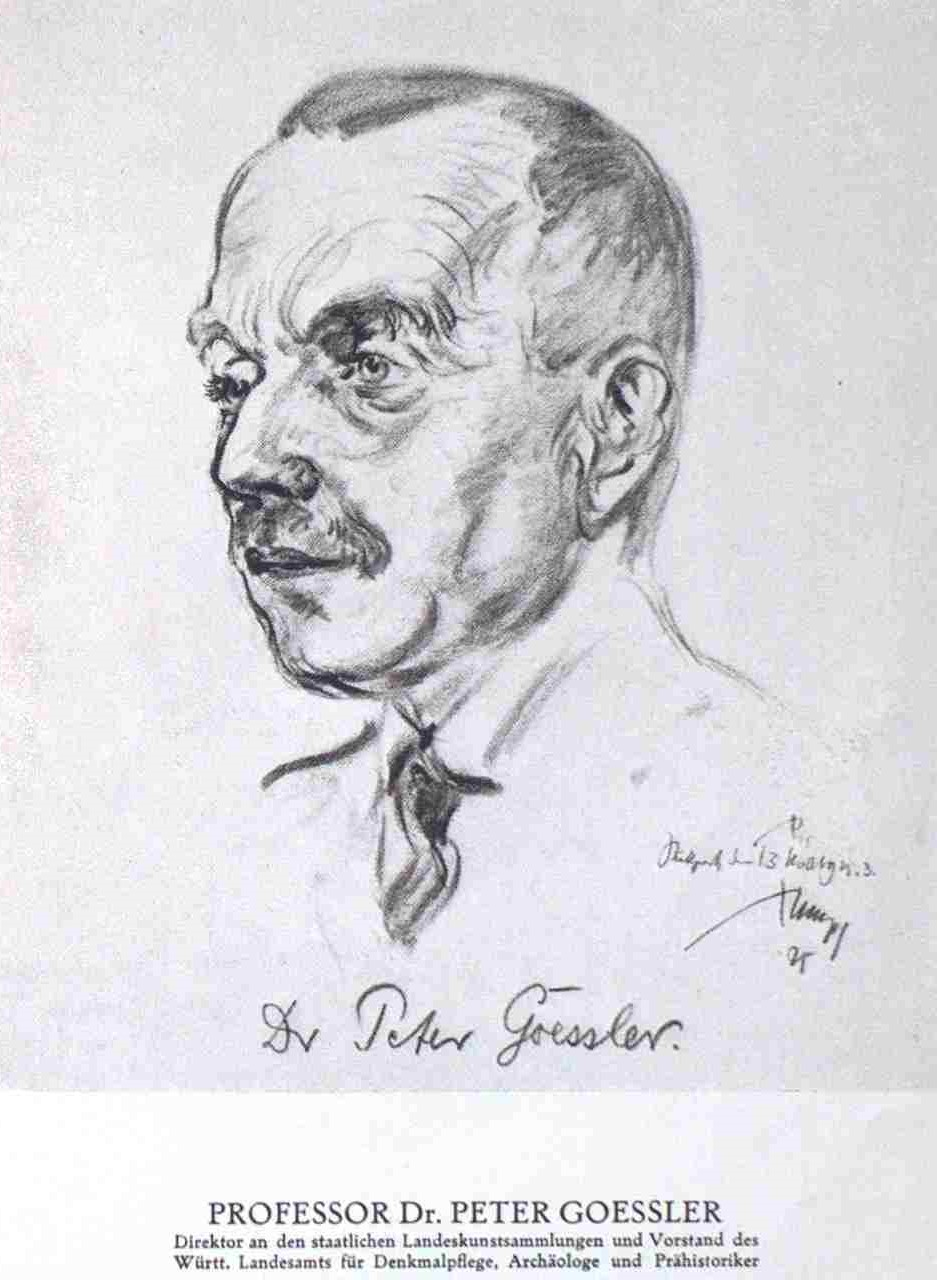
Emil Stumpp Peter Goessler (1926)

Peter Goessler (* 17. Mai 1872 in Geislingen an der Steige; † 12. März 1956 in Tübingen) war ein deutscher Prähistoriker und Denkmalpfleger im Land Württemberg.

## Leben und Wirken
Peter Goessler kam als Sohn des Stadtpfarrers in Geislingen an der Steige zur Welt und verbrachte seine Jugend in Neuenstadt am Kocher sowie in Lustnau. Nach dem Besuch der theologischen Seminare in Schöntal und Urach studierte er im Tübinger Stift Altphilologie und Geschichte bei Ernst von Herzog und Dietrich Schäfer, später bei Ernst Curtius in Berlin. Als Student schloss er sich im Wintersemester 1890/91 der Akademischen Verbindung Igel zu Tübingen an.
Goessler war als Hilfslehrer an mehreren Gymnasien des Landes tätig: Unter anderem 1898 und von 1904 bis 1905 an der Lateinschule in Esslingen am Neckar, dem heutigen Georgii-Gymnasium, und von 1898 bis 1899 in Mergentheim. Vom Juli 1902 bis September 1903 bereiste er das östliche Mittelmeergebiet und lernte dabei Wilhelm Dörpfeld kennen; in den folgenden drei Jahrzehnten war Peter Goessler immer wieder als Mitarbeiter Dörpfelds auf Leukas tätig und widmete dem 1940 verstorbenen Freund 1951 eine Lebensbeschreibung.
Goesslers Bedeutung liegt aber vor allem in der Leistung für die Denkmalpflege und Vorgeschichtsforschung in Württemberg. Im Oktober 1905 wurde er Assistent am Landeskonservatorium (später: Staatliches Amt für Denkmalpflege und Württembergisches Landesmuseum), 1920 Leiter des Landeskonservatoriums. 1934 musste sich Goessler, weil er im Sinne des NS als politisch unzuverlässig galt, aus dem Landesamt zurückziehen und widmete sich in Tübingen, wo er seit 1931 als Honorarprofessor lehrte, seiner wissenschaftlichen Arbeit. 1946 wurde ihm die Leitung der wieder ins Leben gerufenen Württembergischen Kommission für Landesgeschichte übertragen.
Peter Goessler war Mitglied zahlreicher Kommissionen und heimatkundlicher Vereine, darunter des Württembergischen Anthropologischen Vereins und des Vereins für Münzkunde. Hervorzuheben ist aber seine Mitgliedschaft und Arbeit im Württembergischen Geschichts- und Altertumsverein, dessen Vorsitzender er ab Anfang 1931 wurde und die Tätigkeit von Karl Weller fortführte. Nach der freiwilligen Gleichschaltung der Geschichts- und Altertumsvereine im September 1933 wurde seine Tätigkeit schwierig. Infolge eines Zusammenstoßes mit dem Kultminister Christian Mergenthaler Ende 1933 musste er sein Amt für den Nationalsozialisten Hermann Haering räumen und zu diesem Zeitpunkt zog er nach Tübingen um, nominell blieb er aber Vereinsvorsitzender bis 1935. Nach dem Ende des Zweiten Weltkriegs setzte er sich für den Wiederaufbau des Vereins ein. Unter seiner Leitung fand im Februar 1946 in der Technischen Hochschule Stuttgart ein Treffen aktiver Vereinsmitglieder statt, in dem der provisorische Vorstand (drei Personen) berufen wurde, der den Wiederaufbau des Vereins vorantreiben sollte. Als Beirat übernahm Peter Goessler den Vortrag bei der nach dem Krieg ersten regulären Mitgliederversammlung im Oktober 1946.
Nach dem Zweiten Weltkrieg übernahm Goessler das Amt des Vorsitzenden des Schwäbischen Albvereins. 1949 wurde er von Georg Fahrbach abgelöst.

## Leistungen
Goesslers fachliches Interesse galt unter anderem der Frage des Übergangs von der römischen Antike zum Mittelalter. Als einer der Ersten in der südwestdeutschen Archäologie stellte er siedlungsgeschichtliche Überlegungen im Hinblick auf das frühe Mittelalter an und analysierte schon 1921 die Fundstellen innerhalb einzelner Gemarkungen, um zu Aussagen über das Verhältnis römischer und alemannischer Siedlungsstrukturen zu gelangen.

## Ehrungen
- 1949: Ehrenmitglied des Schwäbischen Heimatbunds[3]
- 1952: Verdienstkreuz (Steckkreuz) der Bundesrepublik Deutschland
- 1952 wurde auf dem Gelände des Freilichtmuseums Heuneburg zu Ehren Goesslers, der 1921 die ersten Ausgrabungen durchführte, die Goessler-Linde gepflanzt. Sie befindet sich neben dem heutigen Grillplatz.[4]
- In Tübingen wurde eine Straße nach ihm benannt.
- Die Förderstiftung Archäologie in Baden-Württemberg hat ein von ihr vergebenes Stipendium für besonders förderwürdige Promotionsvorhaben und Masterarbeiten nach ihm benannt.[5]

## Veröffentlichungen (Auswahl)

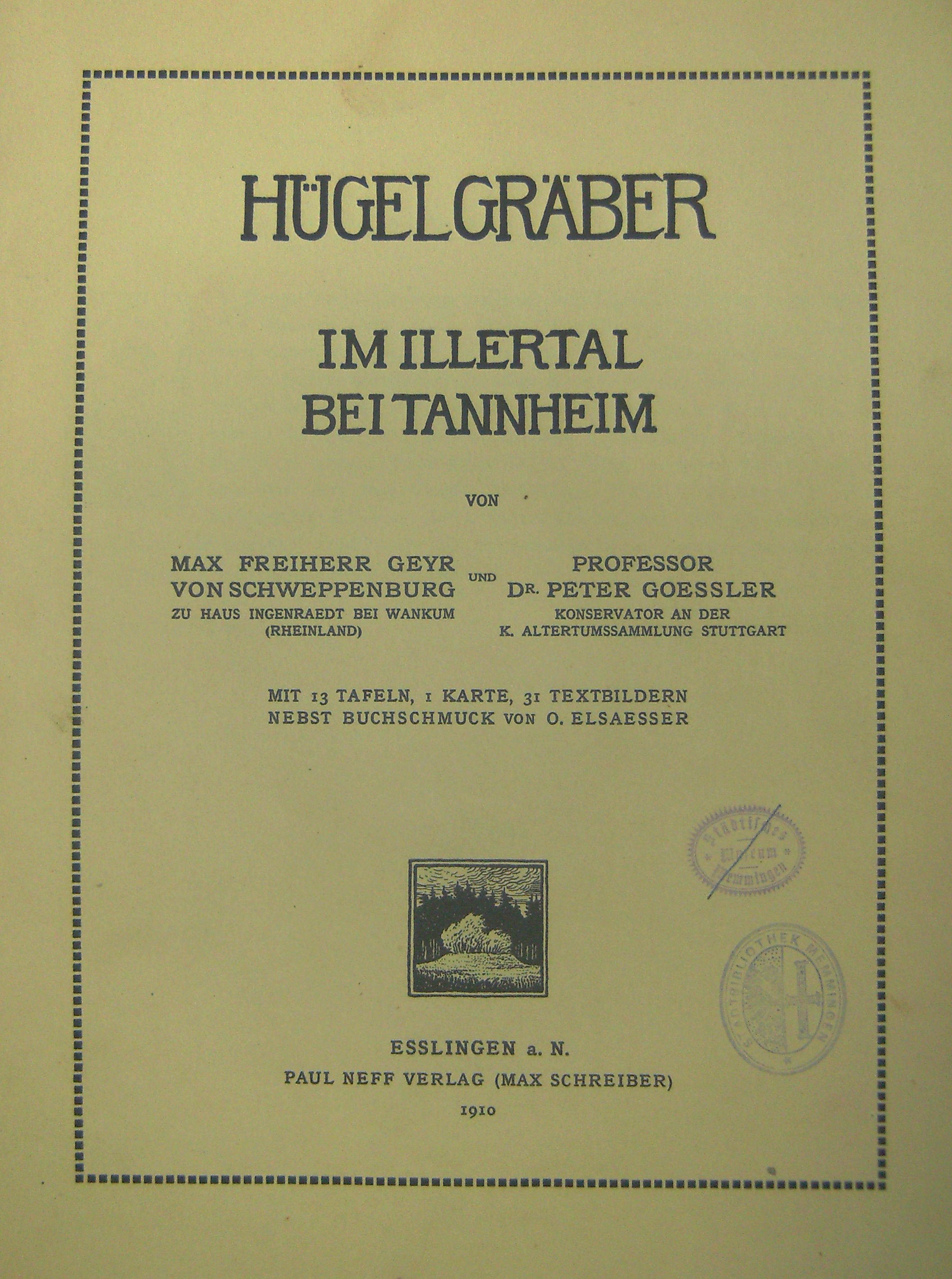
Hügelgräber im Illertal

Oscar Paret (Zusammenstellung): Schriftenverzeichnis von Peter Goessler. In: Bericht der Römisch-Germanischen Kommission des Deutschen Archäologischen Instituts in Frankfurt a. M., Jg. 31 (1941), T. 1, S. 175–197.
- Leukas-Ithaka. Die Heimat des Odysseus. Metzler, Stuttgart 1904, (Digitalisat).
- Das römische Rottweil. Hauptsächlich auf Grund der Ausgrabungen vom Herbst 1906. Metzler, Stuttgart 1907.
- mit Max Geyr von Schweppenburg: Hügelgräber im Illertal bei Tannheim. Neff, Esslingen am Neckar 1910.
- Die Altertümer des Oberamts Blaubeuren (= Die Altertümer im Königreich Württemberg 1, ZDB-ID 1061158-7). Neff, Esslingen am Neckar 1911.
- An der Schwelle vom germanischen Altertum zum Mittelalter. In: „Württembergische Vierteljahrshefte für Landesgeschichte“. NF 30, 1921, ISSN 0179-0889, S. 1–24.
- mit Gerhard Bersu: Der Lochenstein bei Balingen. In: Fundberichte aus Schwaben. NF 2, 1922/1924, ISSN 0016-2752, S. 73–103.
- Vom Werden und Wesen unserer frühesten Kultur. In: Württembergische Studien. Festschrift zum 70. Geburtstag von Professor Eugen Nägele. Silberburg-Verlag, Stuttgart 1926, S. 58–75.
- als Herausgeber: Beiträge zur süddeutschen Münzgeschichte. Festschrift zum 25jährigen Bestehen des Württembergischen Vereins für Münzkunde e. V. Kohlhammer, Stuttgart 1927.
- Oberamt Leonberg: Altertümer. In: Beschreibung des Oberamts Leonberg (= Beschreibung des Königreichs Württemberg. 30, 1). Band 1. Kohlhammer, Stuttgart 1930, S. 120–251.
- Professor Eugen Nägele, sein Leben und Wirken. Kohlhammer, Stuttgart 1947.
- Zu allerlei Problemen unserer alamannischen Frühzeit, besonders den Michelsbergen. In: Horst Kirchner (Hrsg.): Ur- und Frühgeschichte als historische Wissenschaft. Festschrift zum 60. Geburtstag von Ernst Wahle. Winter, Heidelberg 1950, S. 212–221.
- Wilhelm Dörpfeld. Ein Leben im Dienst der Antike. Kohlhammer, Stuttgart 1951.